# بیکشیکوو
بیکشیکوو (انگلیسی: Bikshikovo) یک شهرک در شهرستان میشکینسکی استان باشقیرستان کشور روسیه است.